# Kärla
Kärla (in tedesco Kergel) è un ex comune dell'Estonia situato nella contea di Saaremaa, nell'Estonia occidentale; classificato come comune rurale, il centro amministrativo era l'omonimo borgo (in estone alevik).
Nel 2013 è confluito, insieme a Kaarma e a Lümanda, nel nuovo comune di Lääne-Saare a sua volta fuso, nel 2017, insieme agli altri comuni dell'isola nel nuovo comune di Saaremaa.
Città natale del Rallista campione del mondo Ott Tänak.

## Località
Oltre al borgo omonimo, il centro abitato comprende 22 località (in estone küla):
Anepesa, Arandi, Hirmuste, Jõempa, Käesla, Kandla, Karida, Kirikuküla, Kogula, Kulli, Kuuse, Kõrkküla, Mätasselja, Mõnnuste, Nõmpa, Paevere, Paiküla, Sauvere, Sõmera, Ulje, Vendise e Vennati